# Élections législatives de 2022 dans la Vendée
Les élections législatives françaises de 2022 se déroulent les 12 et 19 juin. En Vendée, cinq députés sont à élire dans le cadre de cinq circonscriptions.

## Résultats de l'élection présidentielle de 2022 par circonscription
| Circonscription | 1er tour | 1er tour | 1er tour  |         | 2d tour | 2d tour |
| Circonscription | Macron   | Le Pen   | Mélenchon | Macron  | Le Pen  |         |
| --------------- | -------- | -------- | --------- | ------- | ------- | ------- |
| Circonscription |          |          |           |         |         |         |
| 1re             | 36,52 %  | 22,60 %  | 15,32 %   | 63,46 % | 36,54 % |         |
| 2e              | 33,53 %  | 23,32 %  | 15,71 %   | 60,77 % | 39,23 % |         |
| 3e              | 34,47 %  | 24,03 %  | 13,26 %   | 59,73 % | 40,27 % |         |
| 4e              | 41,92 %  | 19,20 %  | 13,20 %   | 69,01 % | 30,99 % |         |
| 5e              | 31,23 %  | 27,46 %  | 14,83 %   | 55,30 % | 44,70 % |         |

## Système électoral
Les élections législatives ont lieu au scrutin uninominal majoritaire à deux tours dans des circonscriptions uninominales.
Est élu au premier tour le candidat qui réunit la majorité absolue des suffrages exprimés et un nombre de voix au moins égal au quart (25 %) des électeurs inscrits dans la circonscription. Si aucun des candidats ne satisfait ces conditions, un second tour est organisé entre les candidats ayant réuni un nombre de voix au moins égal à un huitième des inscrits (12,5 %) ; les deux candidats arrivés en tête du premier tour se maintiennent néanmoins par défaut si un seul ou aucun d'entre eux n'a atteint ce seuil. Au second tour, le candidat arrivé en tête est déclaré élu.
Le seuil de qualification basé sur un pourcentage du total des inscrits et non des suffrages exprimés rend plus difficile l'accès au second tour lorsque l'abstention est élevée. Le système permet en revanche l'accès au second tour de plus de deux candidats si plusieurs d'entre eux franchissent le seuil de 12,5 % des inscrits. Les candidats en lice au second tour peuvent ainsi être trois, un cas de figure appelé « triangulaire ». Les second tours où s'affrontent quatre candidats, appelés « quadrangulaire » sont également possibles, mais beaucoup plus rares.

### Partis et nuances
Les résultats des élections sont publiées en France par le ministère de l'Intérieur, qui classe les partis en leur attribuant des nuances politiques. Ces dernières sont décidées par les préfets, qui les attribuent indifféremment de l'étiquette politique déclarée par les candidats, qui peut être celle d'un parti ou une candidature sans étiquette.
En 2022, seuls les coalitions Ensemble (ENS) et Nouvelle Union populaire écologique et sociale (NUP), ainsi que le Parti radical de gauche (RDG), l'Union des démocrates et indépendants (UDI), Les Républicains (LR), le Rassemblement national (RN) et Reconquête (REC) se voient attribués en 2022 des nuances propres,,.
Tous les autres partis se voient attribués l'une ou l'autre des nuances suivantes : DXG (divers extrême gauche), DVG (divers gauche), ECO (écologiste), REG (régionaliste), DVC (divers centre), DVD (divers droite), DSV (droite souverainiste) et DXD (divers extrême droite). Des partis comme Debout la France ou Lutte ouvrière ne disposent ainsi pas de nuances propres, et leurs résultats nationaux ne sont pas publiés séparément par le ministère, car mélangés avec d'autres partis (respectivement dans les nuances DSV et DXG),.

## Résultats

### Élus
| Circonscription | Député sortant          | Parti ou nuance | Parti ou nuance | Groupe | Député élu ou réélu | Parti ou nuance | Parti ou nuance | Groupe |
| --------------- | ----------------------- | --------------- | --------------- | ------ | ------------------- | --------------- | --------------- | ------ |
| 1re             | Philippe Latombe        |                 | MoDem           | MoDem  | Philippe Latombe    |                 | MoDem           | DEM    |
| 2e              | Patrick Loiseau         |                 | LREM            | MoDem  | Béatrice Bellamy    |                 | Horizons        | HOR    |
| 3e              | Stéphane Buchou         |                 | LREM            | LREM   | Stéphane Buchou     |                 | LREM            | RE     |
| 4e              | Martine Leguille-Balloy |                 | LREM            | LREM   | Véronique Besse     |                 | DVD             | NI     |
| 5e              | Pierre Henriet          |                 | LREM            | LREM   | Pierre Henriet      |                 | LREM            | RE     |

### Résultats à l'échelle du département

#### Résultats par parti
| Parti et coalition                                           | Parti et coalition                                           | Parti et coalition                            | Premier tour | Premier tour | Premier tour | Second tour   | Second tour   | Second tour | Total Sièges  | +/-           |
| Parti et coalition                                           | Parti et coalition                                           | Parti et coalition                            | Voix         | %            | Sièges       | Voix          | %             | Sièges      | Total Sièges  | +/-           |
| ------------------------------------------------------------ | ------------------------------------------------------------ | --------------------------------------------- | ------------ | ------------ | ------------ | ------------- | ------------- | ----------- | ------------- | ------------- |
|                                                              |                                                              | La République en marche (LREM)                | 49 754       | 18,77        | 0            | 74 202        | 31,88         | 2           | 2             | 1             |
|                                                              | Mouvement démocrate (MoDem)                                  | 16 624                                        | 6,27         | 0            | 27 885       | 11,98         | 1             | 1           | 1             |               |
|                                                              | Horizons (H)                                                 | 14 334                                        | 5,41         | 0            | 28 722       | 12,34         | 1             | 1           | Nv            |               |
| Total Ensemble (ENS)                                         | Total Ensemble (ENS)                                         | 80 712                                        | 30,46        | 0            | 130 809      | 56,19         | 4             | 4           | 1             |               |
|                                                              |                                                              | La France insoumise (LFI)                     | 31 860       | 12,02        | 0            | 20 441        | 8,78          | 0           | 0             | en stagnation |
|                                                              | Europe Écologie Les Verts (EELV)                             | 13 106                                        | 4,95         | 0            | 21 268       | 9,14          | 0             | 0           | en stagnation |               |
|                                                              | Parti communiste français (PCF)                              | 8 498                                         | 3,21         | 0            |              |               |               | 0           | en stagnation |               |
| Total Nouvelle Union populaire écologique et sociale (NUPES) | Total Nouvelle Union populaire écologique et sociale (NUPES) | 53 464                                        | 20,17        | 0            | 41 709       | 17,92         | 0             | 0           | en stagnation |               |
|                                                              |                                                              | Les Républicains (LR)                         | 24 432       | 9,22         | 0            |               |               |             | 0             | en stagnation |
|                                                              | Sans étiquette                                               | 16 904                                        | 6,38         | 0            | 23 336       | 10,02         | 1             | 1           | 1             |               |
|                                                              | Les Centristes (LC)                                          | 9 191                                         | 3,47         | 0            |              |               |               | 0           | Nv            |               |
| Total Union de la droite et du centre (UDC)                  | Total Union de la droite et du centre (UDC)                  | 50 527                                        | 19,07        | 0            | 23 336       | 10,02         | 1             | 1           | 1             |               |
|                                                              | Rassemblement national (RN)                                  | Rassemblement national (RN)                   | 46 446       | 17,53        | 0            | 36 935        | 15,87         | 0           | 0             | en stagnation |
|                                                              |                                                              | Vendécologie (V)                              | 8 249        | 3,11         | 0            |               |               |             | 0             | Nv            |
|                                                              | Mouvement écologiste indépendant (MEI)                       | 1 210                                         | 0,46         | 0            | 0            | Nv            |               |             |               |               |
| Total Tous unis pour le vivant (TUPV)                        | Total Tous unis pour le vivant (TUPV)                        | 9 459                                         | 3,57         | 0            | 0            | Nv            |               |             |               |               |
|                                                              | Reconquête! (REC)                                            | Reconquête! (REC)                             | 5 848        | 2,21         | 0            | 0             | Nv            |             |               |               |
|                                                              | Dissidents Ensemble                                          | Dissidents Ensemble                           | 4 495        | 1,70         | 0            | 0             | Nv            |             |               |               |
|                                                              | Le Mouvement de la ruralité (LMR)                            | Le Mouvement de la ruralité (LMR)             | 4 349        | 1,64         | 0            | 0             | Nv            |             |               |               |
|                                                              |                                                              | Debout la France (DLF)                        | 2 695        | 1,02         | 0            | 0             | en stagnation |             |               |               |
|                                                              | Les Patriotes (LP)                                           | 1 483                                         | 0,56         | 0            | 0            | Nv            |               |             |               |               |
| Total Union pour la France (UPF)                             | Total Union pour la France (UPF)                             | 4 178                                         | 1,58         | 0            | 0            | en stagnation |               |             |               |               |
|                                                              | Lutte ouvrière (LO)                                          | Lutte ouvrière (LO)                           | 2 938        | 1,11         | 0            | 0             | en stagnation |             |               |               |
|                                                              | Parti animaliste (PA)                                        | Parti animaliste (PA)                         | 1 302        | 0,49         | 0            | 0             | Nv            |             |               |               |
|                                                              |                                                              | Solidarité et progrès (S&P)                   | 963          | 0,36         | 0            | 0             | Nv            |             |               |               |
| Total La Raison du Peuple (LRDP)                             | Total La Raison du Peuple (LRDP)                             | 963                                           | 0,36         | 0            | 0            | Nv            |               |             |               |               |
|                                                              | Allons Enfants (AE)                                          | Allons Enfants (AE)                           | 256          | 0,10         | 0            | 0             | Nv            |             |               |               |
|                                                              | Parti pirate (PP)                                            | Parti pirate (PP)                             | 73           | 0,03         | 0            | 0             | Nv            |             |               |               |
|                                                              | Parti ouvrier indépendant démocratique (POID)                | Parti ouvrier indépendant démocratique (POID) | 0            | 0,00         | 0            | 0             | Nv            |             |               |               |
|                                                              |                                                              |                                               |              |              |              |               |               |             |               |               |
| Suffrages exprimés                                           | Suffrages exprimés                                           | Suffrages exprimés                            | 265 010      | 97,48        |              | 232 789       | 91,58         |             |               |               |
| Votes blancs                                                 | Votes blancs                                                 | Votes blancs                                  | 4 691        | 1,73         | 15 053       | 5,92          |               |             |               |               |
| Votes nuls                                                   | Votes nuls                                                   | Votes nuls                                    | 2 152        | 0,79         | 6 353        | 2,50          |               |             |               |               |
| Total                                                        | Total                                                        | Total                                         | 271 853      | 100          | 0            | 254 195       | 100           | 5           | 5             | en stagnation |
| Abstentions                                                  | Abstentions                                                  | Abstentions                                   | 280 988      | 50,83        |              | 298 716       | 54,03         |             |               |               |
| Inscrits/Participation                                       | Inscrits/Participation                                       | Inscrits/Participation                        | 552 841      | 49,17        | 552 911      | 45,97         |               |             |               |               |

#### Résultats par nuance
| Nuance                 | Nuance                                         | Nuance                 | Premier tour | Premier tour | Premier tour | Second tour | Second tour   | Second tour | Total Sièges | +/-           |
| Nuance                 | Nuance                                         | Nuance                 | Voix         | %            | Sièges       | Voix        | %             | Sièges      | Total Sièges | +/-           |
| ---------------------- | ---------------------------------------------- | ---------------------- | ------------ | ------------ | ------------ | ----------- | ------------- | ----------- | ------------ | ------------- |
|                        | Ensemble !                                     | ENS                    | 80 712       | 30,46        | 0            | 130 809     | 56,19         | 4           | 4            | 1             |
|                        | Nouvelle Union populaire écologique et sociale | NUP                    | 53 464       | 20,17        | 0            | 41 709      | 17,92         | 0           | 0            | en stagnation |
|                        | Rassemblement national                         | RN                     | 46 446       | 17,53        | 0            | 36 935      | 15,87         | 0           | 0            | en stagnation |
|                        | Les Républicains                               | LR                     | 33 623       | 12,69        | 0            |             |               |             | 0            | en stagnation |
|                        | Divers droite                                  | DVD                    | 23 553       | 8,89         | 0            | 23 336      | 10,02         | 1           | 1            | 1             |
|                        | Ecologistes                                    | ECO                    | 10 761       | 4,06         | 0            |             |               |             | 0            | en stagnation |
|                        | Reconquête                                     | REC                    | 5 848        | 2,21         | 0            | 0           | Nv            |             |              |               |
|                        | Droite souverainiste                           | DSV                    | 4 178        | 1,58         | 0            | 0           | en stagnation |             |              |               |
|                        | Divers extrême gauche                          | DXG                    | 2 938        | 1,11         | 0            | 0           | en stagnation |             |              |               |
|                        | Divers centre                                  | DVC                    | 2 195        | 0,83         | 0            | 0           | Nv            |             |              |               |
|                        | Divers gauche                                  | DVG                    | 1 219        | 0,46         | 0            | 0           | en stagnation |             |              |               |
|                        | Divers                                         | DIV                    | 73           | 0,03         | 0            | 0           | en stagnation |             |              |               |
|                        |                                                |                        |              |              |              |             |               |             |              |               |
| Suffrages exprimés     | Suffrages exprimés                             | Suffrages exprimés     | 265 010      | 97,48        |              | 232 789     | 91,58         |             |              |               |
| Votes blancs           | Votes blancs                                   | Votes blancs           | 4 691        | 1,73         | 15 053       | 5,92        |               |             |              |               |
| Votes nuls             | Votes nuls                                     | Votes nuls             | 2 152        | 0,79         | 6 353        | 2,50        |               |             |              |               |
| Total                  | Total                                          | Total                  | 271 853      | 100          | 0            | 254 195     | 100           | 5           | 5            | en stagnation |
| Abstentions            | Abstentions                                    | Abstentions            | 280 988      | 50,83        |              | 298 716     | 54,03         |             |              |               |
| Inscrits/Participation | Inscrits/Participation                         | Inscrits/Participation | 552 841      | 49,17        | 552 911      | 45,97       |               |             |              |               |

### Cartes

Nuance politique des candidats arrivés en tête dans chaque commune au 1er tour.
Nuance politique des candidats arrivés en tête dans chaque commune au 2e tour.

### Analyse
La majorité présidentielle maintient son emprise sur la Vendée même si elle ne réédite pas son grand chelem de 2017. L'UDC garde de bons scores en dépassant 10 % des voix partout (15 dans quatre secteurs) tandis que la NUPES et le RN ont des scores un peu plus contrastés, généralement autour de 20 % au premier tour.
Dans les deux secteurs de La Roche-sur-Yon, Ensemble doit affronter surtout la NUPES. La conseillère régionale écologiste Lucie Étonno fait face au sortant MoDem Philippe Latombe dans le secteur de La Roche-Challans. Le sortant prend une avance assez confortable au premier tour avec 30 % des voix. Il peut compter sur le soutien d'une majorité de communes, dont notamment Challans où il frôle les 31 % tandis que ses trois poursuivant NUPES, UDC et RN y font presque jeu égal entre 17,5 et 20 %. Lucie Étonno atteint 24 % des voix et se qualifie face au sortant. Elle tire son épingle du jeu notamment dans la portion du chef-lieu incluse dans le secteur. Elle y dépasse 35 % des voix quand Philippe Latombe est à 31 % et les candidats LR et RN à 10 % chacun. Laurent Caillaud, ancien conseiller régional et municipal yonnais et candidat de l'UDC issu des Centristes, fait presque jeu égal avec le RN, à presque 17 % des voix. Ce score est en nette baisse de 9 points sur le score de l'ancien député Alain Lebœuf défait en 2017. C'est la première fois dans l'histoire de la circonscription que la droite n'est pas élue, ou au moins représentée au second tour. Lilas N'Dong, déjà candidate RN aux élections départementales de 2021 à La Roche-sur-Yon, obtient 16 % des voix et double presque les voix de l'extrême droite par rapport à 2017. Il s'agit du meilleur score du RN/FN dans l'histoire du secteur, depuis 1988. Philippe Latombe triomphe largement au second tour. La candidate écologiste fait tout de même un bon score dans l'histoire de la gauche du secteur. Depuis 1988, seule la socialiste Martine Chantecaille avait fait mieux en 2012 (46,81 % des voix).
Les électeurs de La Roche-sur-Yon-sud retrouvent, eux, un visage familier. Il ne s'agit cependant pas de Patricia Gallerneau, députée MoDem élue en 2017, décédée en 2019 en cours de mandat. Son opposante LR d'alors Béatrice Bellamy est à nouveau candidate mais, cette fois, sous l'étiquette Horizons et avec le soutien d'Ensemble. La conseillère municipale déléguée de l'équipe de Luc Bouard à La Roche-sur-Yon prend la tête du premier tour. Et ce, malgré la dissidence du sortant, l'ancien suppléant de Gallerneau, Patrick Loiseau qui ne dépasse pas 4 % des voix. La candidate centriste atteint presque 26 % et est également opposée pour le second tour à la NUPES. Elle est ici représentée par l'insoumis Nicolas Hélary, ancienne tête de liste écologiste aux élections municipales de 2020 dans le chef-lieu. Celui-ci frôle 22 % des voix et est en tête dans la portion de La Roche-sur-Yon dans la circonscription. Comme dans l'autre secteur yonnais, le RN et l'UDC font presque jeu égal. Franck Laloue, fonctionnaire de police résidant dans l'Essonne, obtient 3 500 voix de plus pour le RN que le FN en 2017. Maxence de Rugy fait mieux en termes de voix et légèrement en termes de pourcentages par rapport à Bellamy en 2017. Le maire LR de Talmont-Saint-Hilaire, soutenu par 55 des 60 maires de la circonscription, n'est devancé par le RN que par 93 voix. Au second tour, Béatrice Bellamy est confortablement élue, malgré le soutien du sortant apporté au candidat NUPES.
La NUPES ne parvient pas au second tour dans les trois autres secteurs, alors même que Hugues Fourage, maire puis député de Fontenay-le-Comte jusqu'en 2017, était parvenu au second tour dans son secteur en 2017. Son tombeur marcheur d'alors, Pierre Henriet, est cette fois confrontée à la candidate du RN, Isabelle Magnin. Déjà candidate à Mareuil-sur-Lay aux départementales de 2021, celle-ci dépasse les 20 % des voix et la candidate NUPES de très peu. La jeune militante insoumise Timothée Thibaud-Lalère doit s'incliner avec un retard de 357 voix sur la candidate du RN. Homonyme de la candidate insoumise, Yveline Thibaud, première adjointe LR au maire de Luçon, arrive en quatrième position avec à peine 10 % des voix. Elle atteint 19 % des voix dans sa ville. Fort d'une avance de 17 points au premier tour, Pierre Henriet la conserve et l'étend au second face au RN, dépassant 60 % des voix.
Une victoire similaire est obtenue par le marcheur Stéphane Buchou sur la côte des Fleurs. Dépassant 36 % des voix au premier tour, il devance de 15 points sa concurrente du second tour, la candidate du RN. Corinne Fillet, comptable et résidente de Bretignolles-sur-Mer, comme presque tous les candidats vendéens, double quasiment les voix de l'extrême droite en 2017. Habitant également Bretignolles, le jeune candidat insoumis Aurélien Mauger atteint 17 % des voix. Sachant qu'aucun candidat de gauche ne s'est qualifié ici pour un second tour depuis 1997 et qu'aucun candidat de gauche n'a dépassé 10 % des voix en 2017, sa performance est notable. Si les candidats RN et NUPES sont de la même commune, le député marcheur retrouve face à lui un ancien collègue, en la personne du candidat LR, Alain Blanchard. L'adjoint au maire des Sables-d'Olonne frôle les 16 % des voix en quatrième position. On peut remarquer que c'est la première fois depuis 2002 qu'aucun autre candidat de droite ne dépasse 3 % des voix. Au second tour, Stéphane Bouchu obtient le meilleur score du département, plus de 61 % des voix, face au RN. Avec plus de 36 000 voix sur son nom, il faut remonter à l'élection de 1981 pour trouver un candidat avec un total numérique supérieur dans ce secteur.
Enfin, le secteur du Haut Bocage vendéen voit le retour d'une ancienne députée souverainiste de droite, Véronique Besse. Celle qui avait succédé en 2007 à Philippe de Villiers sous l'étiquette MPF ne s'était pas représentée en 2017, pour conserver son mandat de maire des Herbiers. Elle se présente cette fois en indépendante, soutenue par l'UDC. Elle arrive largement en tête du premier tour avec près de 35 % des voix contre presque 22 à la sortante marcheuse, Martine Leguille-Balloy. C'est un score toutefois nettement inférieur aux élections dès le premier tour qu'a connues Véronique Besse en 2007 et en 2012. Malgré cela, elle arrive en tête dans toutes les communes du secteur, sauf à Cugand au nord de la circonscription. Les électeurs cugandais placent en tête, avec 31 % des voix, la communiste Céline Sauvêtre. Conseillère municipale d'opposition à La Bruffière, elle obtient 17,5 % des voix à l'échelle de la circonscription. Un score équivalent aux résultats passés de la gauche ici mais supérieur de quatre points à celui obtenu par Jean-Luc Mélenchon en avril précédent. Le candidat du RN fait la pire performance de son parti dans le département, à à peine plus de 10 % des voix. Bruno Dalcantara augmente tout de même de 1 500 voix le score du FN en 2017. Véronique Besse retrouve finalement son siège de députée avec presque 60 % des voix au second tour, empêchant le grand chelem macroniste en Vendée. Géographiquement, si Cugand lui a résisté au premier tour, c'est l'unique commune de Saint-Mesmin qui place en tête la sortante marcheuse au second tour.

### Résultats par circonscription

#### Première circonscription
Député sortant : Philippe Latombe (Mouvement démocrate).
| Candidat                 | Candidat                 | Parti et coalition       | Nuance                   | Premier tour | Premier tour | Second tour | Second tour |
| Candidat                 | Candidat                 | Parti et coalition       | Nuance                   | Voix         | %            | Voix        | %           |
| ------------------------ | ------------------------ | ------------------------ | ------------------------ | ------------ | ------------ | ----------- | ----------- |
|                          | Philippe Latombe         | MoDem (ENS)              | ENS                      | 16 624       | 30,65        | 27 885      | 56,73       |
|                          | Lucie Étonno             | EELV (NUPES)             | NUP                      | 13 106       | 24,16        | 21 268      | 43,27       |
|                          | Laurent Caillaud         | LC (UDC)                 | LR                       | 9 191        | 16,95        |             |             |
|                          | Lilas N'Dong             | RN                       | RN                       | 8 791        | 16,21        |             |             |
|                          | Eric Mauvoisin-Delavaud  | REC                      | REC                      | 1 971        | 3,63         |             |             |
|                          | Alain Bouyer             | MEI (TUPV)               | ECO                      | 1 210        | 2,23         |             |             |
|                          | Vincent Pilet            | LMR                      | DVD                      | 990          | 1,83         |             |             |
|                          | Jean-François Hée        | LP (UPF)                 | DSV                      | 796          | 1,47         |             |             |
|                          | Gilles Robin             | LO                       | DXG                      | 627          | 1,16         |             |             |
|                          | Arthur Dubois            | PA                       | ECO                      | 455          | 0,84         |             |             |
|                          | Aya Salama               | AE                       | DVG                      | 256          | 0,47         |             |             |
|                          | Etienne Dreyfus          | S&P (LRDP)               | DVG                      | 219          | 0,40         |             |             |
|                          |                          |                          |                          |              |              |             |             |
| Votes valides            | Votes valides            | Votes valides            | Votes valides            | 54 236       | 96,94        | 49 153      | 91,95       |
| Votes blancs             | Votes blancs             | Votes blancs             | Votes blancs             | 1 123        | 2,01         | 2 770       | 5,18        |
| Votes nuls               | Votes nuls               | Votes nuls               | Votes nuls               | 591          | 1,06         | 1 534       | 2,87        |
| Total                    | Total                    | Total                    | Total                    | 55 950       | 100          | 53 457      | 100         |
| Abstention               | Abstention               | Abstention               | Abstention               | 62 696       | 52,84        | 65 206      | 54,95       |
| Inscrits / participation | Inscrits / participation | Inscrits / participation | Inscrits / participation | 118 646      | 47,16        | 118 663     | 45,05       |

#### Deuxième circonscription
Député sortant : Patrick Loiseau (La République en marche), élu en 2017 comme suppléant de Patricia Gallerneau (Mouvement démocrate).
| Candidat                 | Candidat                  | Parti et coalition       | Nuance                   | Premier tour | Premier tour | Second tour | Second tour |
| Candidat                 | Candidat                  | Parti et coalition       | Nuance                   | Voix         | %            | Voix        | %           |
| ------------------------ | ------------------------- | ------------------------ | ------------------------ | ------------ | ------------ | ----------- | ----------- |
|                          | Béatrice Bellamy          | H (ENS)                  | ENS                      | 14 334       | 25,97        | 28 722      | 58,42       |
|                          | Nicolas Hélary            | LFI (NUPES)              | NUP                      | 12 053       | 21,84        | 20 441      | 41,58       |
|                          | Franck Laloue             | RN                       | RN                       | 9 665        | 17,51        |             |             |
|                          | Maxence de Rugy           | LR (UDC)                 | LR                       | 9 572        | 17,34        |             |             |
|                          | Ninon Gréau               | V (TUPV)                 | ECO                      | 2 568        | 4,65         |             |             |
|                          | Patrick Loiseau           | LREM diss.               | DVC                      | 2 195        | 3,98         |             |             |
|                          | Brigitte Neveux           | REC                      | REC                      | 2 157        | 3,91         |             |             |
|                          | Sophie Orizet-Vieillefond | LMR                      | DVD                      | 701          | 1,27         |             |             |
|                          | Sophie Carpentier         | LP (UPF)                 | DSV                      | 687          | 1,24         |             |             |
|                          | Sophie Barillot           | LO                       | DXG                      | 456          | 0,83         |             |             |
|                          | Jérôme Marchand           | PA                       | ECO                      | 433          | 0,78         |             |             |
|                          | Benoît Jamonneau          | S&P (LRDP)               | DVG                      | 306          | 0,55         |             |             |
|                          | Célia Ghouali             | PP                       | DIV                      | 73           | 0,13         |             |             |
|                          |                           |                          |                          |              |              |             |             |
| Votes valides            | Votes valides             | Votes valides            | Votes valides            | 55 200       | 97,46        | 49 163      | 91,10       |
| Votes blancs             | Votes blancs              | Votes blancs             | Votes blancs             | 1 017        | 1,80         | 3 200       | 5,93        |
| Votes nuls               | Votes nuls                | Votes nuls               | Votes nuls               | 424          | 0,75         | 1 604       | 2,97        |
| Total                    | Total                     | Total                    | Total                    | 56 641       | 100          | 53 967      | 100         |
| Abstention               | Abstention                | Abstention               | Abstention               | 55 519       | 49,50        | 58 205      | 51,89       |
| Inscrits / participation | Inscrits / participation  | Inscrits / participation | Inscrits / participation | 112 160      | 50,50        | 112 172     | 48,11       |

#### Troisième circonscription
Député sortant : Stéphane Buchou (La République en marche).
| Candidat                 | Candidat                 | Parti et coalition       | Nuance                   | Premier tour | Premier tour | Second tour | Second tour |
| Candidat                 | Candidat                 | Parti et coalition       | Nuance                   | Voix         | %            | Voix        | %           |
| ------------------------ | ------------------------ | ------------------------ | ------------------------ | ------------ | ------------ | ----------- | ----------- |
|                          | Stéphane Buchou          | LREM (ENS)               | ENS                      | 23 870       | 36,07        | 36 145      | 61,48       |
|                          | Corinne Fillet           | RN                       | RN                       | 14 154       | 21,39        | 22 644      | 38,52       |
|                          | Aurélien Mauger          | LFI (NUPES)              | NUP                      | 11 546       | 17,45        |             |             |
|                          | Alain Blanchard          | LR (UDC)                 | LR                       | 10 475       | 15,83        |             |             |
|                          | Benjamin André           | V (TUPV)                 | ECO                      | 2 884        | 4,36         |             |             |
|                          | Armelle Guénolé          | DLF (UPF)                | DSV                      | 1 355        | 2,05         |             |             |
|                          | Jean-Baptiste Moreau     | LMR                      | DVD                      | 1 140        | 1,72         |             |             |
|                          | Philippe Festien         | LO                       | DXG                      | 749          | 1,13         |             |             |
|                          |                          |                          |                          |              |              |             |             |
| Votes valides            | Votes valides            | Votes valides            | Votes valides            | 66 173       | 97,99        | 58 789      | 91,97       |
| Votes blancs             | Votes blancs             | Votes blancs             | Votes blancs             | 928          | 1,37         | 3 676       | 5,75        |
| Votes nuls               | Votes nuls               | Votes nuls               | Votes nuls               | 431          | 0,64         | 1 460       | 2,28        |
| Total                    | Total                    | Total                    | Total                    | 67 532       | 100          | 63 925      | 100         |
| Abstention               | Abstention               | Abstention               | Abstention               | 67 719       | 50,07        | 71 334      | 52,74       |
| Inscrits / participation | Inscrits / participation | Inscrits / participation | Inscrits / participation | 135 251      | 49,93        | 135 259     | 47,26       |

#### Quatrième circonscription
Député sortant : Martine Leguille-Balloy (La République en marche).
| Candidat                 | Candidat                 | Parti et coalition       | Nuance                   | Premier tour | Premier tour | Second tour | Second tour |
| Candidat                 | Candidat                 | Parti et coalition       | Nuance                   | Voix         | %            | Voix        | %           |
| ------------------------ | ------------------------ | ------------------------ | ------------------------ | ------------ | ------------ | ----------- | ----------- |
|                          | Véronique Besse          | SE (UDC)                 | DVD                      | 16 904       | 34,97        | 23 336      | 59,69       |
|                          | Martine Leguille-Balloy  | LREM (ENS)               | ENS                      | 10 531       | 21,78        | 15 761      | 40,31       |
|                          | Céline Sauvêtre          | PCF (NUPES)              | NUP                      | 8 498        | 17,58        |             |             |
|                          | Bruno Dalcantara         | RN                       | RN                       | 5 218        | 10,79        |             |             |
|                          | Théodore Babarit         | V (TUPV)                 | ECO                      | 2 797        | 5,79         |             |             |
|                          | Denis Le Bars            | ENS diss.                | DVD                      | 2 300        | 4,76         |             |             |
|                          | Erick Marolleau          | LMR                      | DVD                      | 665          | 1,38         |             |             |
|                          | Amine Umlil              | DLF (UPF)                | DSV                      | 630          | 1,30         |             |             |
|                          | Virginie Fouquet         | S&P (LRDP)               | DVG                      | 438          | 0,91         |             |             |
|                          | Claude Bour              | LO                       | DXG                      | 362          | 0,75         |             |             |
|                          |                          |                          |                          |              |              |             |             |
| Votes valides            | Votes valides            | Votes valides            | Votes valides            | 48 343       | 97,59        | 39 097      | 91,19       |
| Votes blancs             | Votes blancs             | Votes blancs             | Votes blancs             | 853          | 1,72         | 2 910       | 6,79        |
| Votes nuls               | Votes nuls               | Votes nuls               | Votes nuls               | 339          | 0,68         | 868         | 2,02        |
| Total                    | Total                    | Total                    | Total                    | 49 535       | 100          | 42 875      | 100         |
| Abstention               | Abstention               | Abstention               | Abstention               | 53 141       | 51,76        | 59 823      | 58,25       |
| Inscrits / participation | Inscrits / participation | Inscrits / participation | Inscrits / participation | 102 676      | 48,24        | 102 698     | 41,75       |

#### Cinquième circonscription
Député sortant : Pierre Henriet (La République en marche).
| Candidat                 | Candidat                 | Parti et coalition       | Nuance                   | Premier tour | Premier tour | Second tour | Second tour |
| Candidat                 | Candidat                 | Parti et coalition       | Nuance                   | Voix         | %            | Voix        | %           |
| ------------------------ | ------------------------ | ------------------------ | ------------------------ | ------------ | ------------ | ----------- | ----------- |
|                          | Pierre Henriet           | LREM (ENS)               | ENS                      | 15 353       | 37,39        | 22 296      | 60,94       |
|                          | Isabelle Magnin          | RN                       | RN                       | 8 618        | 20,99        | 14 291      | 39,06       |
|                          | Timothée Thibaud-Lalère  | LFI (NUPES)              | NUP                      | 8 261        | 20,12        |             |             |
|                          | Yveline Thibaud          | LR (UDC)                 | LR                       | 4 385        | 10,68        |             |             |
|                          | Sandrine Delatre         | REC                      | REC                      | 1 720        | 4,19         |             |             |
|                          | Pierre Perroy            | LMR                      | DVD                      | 853          | 2,08         |             |             |
|                          | Béatrice Ruault          | LO                       | DXG                      | 744          | 1,81         |             |             |
|                          | Jacqueline Legentilhomme | DLF (UPF)                | DSV                      | 710          | 1,73         |             |             |
|                          | Benjamin Debout          | PA                       | ECO                      | 414          | 1,01         |             |             |
|                          | Jordi Jimenez            | POID                     | DXG                      | 0            | 0,00         |             |             |
|                          |                          |                          |                          |              |              |             |             |
| Votes valides            | Votes valides            | Votes valides            | Votes valides            | 41 058       | 97,31        | 36 587      | 91,53       |
| Votes blancs             | Votes blancs             | Votes blancs             | Votes blancs             | 770          | 1,82         | 2 497       | 6,25        |
| Votes nuls               | Votes nuls               | Votes nuls               | Votes nuls               | 367          | 0,87         | 887         | 2,22        |
| Total                    | Total                    | Total                    | Total                    | 42 195       | 100          | 39 971      | 100         |
| Abstention               | Abstention               | Abstention               | Abstention               | 41 913       | 49,83        | 44 148      | 52,48       |
| Inscrits / participation | Inscrits / participation | Inscrits / participation | Inscrits / participation | 84 108       | 50,17        | 84 119      | 47,52       |